# Охридска Лествица
Охридската Лествица е среднобългарски ръкопис от сбирката на Народния музей, Охрид (№ 92/3).
Предполага се, че е създаден в този град. Състои се от 294 листа хартия, чиито водни знаци датират от около 1360 година. Съдържа славянски превод на „Лествица“ („Стълба на монашеските добродетели“) от Йоан Синайски. Украсен е с червена плетенична заставка и червени начални букви. Приписка от XVI век бележи, че по това време е принадлежал на „великата църква на Първа Юстиниана“.